# The Open Championship 2014
De 143ste editie van het Brits Open werd van 17-20 juli gespeeld op de Royal Liverpool Golf Club. Het prijzengeld was met £ 130.000 gestegen naar £ 5.400.000, de winnaar kreeg hiervan £ 975.000. Titelverdediger was de Amerikaan Phil Mickelson.

## Verslag

### Ronde 1
In de loop van de eerste ronde kwam Rory McIlroy aan de leiding en Matteo Manassero met een slag meer op de 2de plaats.  De derde plaats werd gedeeld door Jim Furyk, Sergio García, Brooks Koepka en de broers Edoardo en Francesco Molinari. Joost Luiten stond na negen holes al op +6.

### Ronde 2
De beste score van ronde 2 was -3, binnengebracht door Grégory Bourdy, Gary Woodland en D A Points, die daarna allen level par stonden, en de jarige George Coetzee, die daardoor naar de 4de plaats steeg. Rory McIlroy begon met een bogey maar bleef aan de leiding. De cut was +2, 72 spelers doen nog mee. De 64-jarige Tom Watson, die het toernooi vijf keer won, kwalificeerde zich ook voor het weekend.

### Ronde 3
Voor het eerst in de geschiedenis van het Open werden ronde 3 en 4 vanaf hole 1 en hole 10 gespeeld. Deze beslissing werd genomen omdat er donderdagnacht storm en onweer in Engeland was en de weersvoorspellingen voor vrijdagmiddag ook erg slecht waren. Er was een AMBER Alert uitgegaan. Het viel mee, in de ochtenduren regende het maar er was weinig wind.

Rory McIlroy begon met een bogey maar slaagde erin aan de leiding te blijven hoewel Rickie Fowler even die eerste plaats met hem deelde. In de laatste drie holes maakte McIlroy twee eagles en Fowler twee bogeys en had Rory een voorsprong van zes slagen.

### Ronde 4
Het leek vast te staan wie er zou winnen, maar toch werd de voorsprong van McIlroy kleiner. Hij maakte twee bogeys terwijl García drie birdies in de eerste vijf holes maakte. Het verschil was daarna nog maar drie slagen, maar na 18 holes won McIlroy  en eindigde García op de tweede plaats met Rickie Fowler. Jim Furyk kwam dankzij een laatste ronde van -7 op de 4de plaats.
- Scores

| Naam               | R2D | OWGR | Score R1 | Score R1 | Nr   | Score R2 | Score R2 | Totaal | Nr  | Score R3 | Score R3 | Totaal | Nr  | Score R4 | Score R4 | Totaal | Nr  |
| ------------------ | --- | ---- | -------- | -------- | ---- | -------- | -------- | ------ | --- | -------- | -------- | ------ | --- | -------- | -------- | ------ | --- |
| Rory McIlroy       | 4   | 6    | 66       | -6       | 1    | 66       | -5       | -12    | 1   | 68       | -4       | -16    | 1   | 71       | -1       | -17    | 1   |
| Rickie Fowler      | =   | 25   | 69       | -3       | T10  | 69       | -3       | -6     | T3  | 68       | -4       | -10    | 2   | 67       | -5       | -15    | T2  |
| Sergio García      | 12  | 9    | 68       | -4       | T3   | 70       | -2       | -6     | T3  | 69       | -3       | -9     | T3  | 66       | -6       | -15    | T2  |
| Jim Furyk          | =   | 11   | 68       | -4       | T3   | 71       | -1       | -5     | T9  | 71       | -1       | -6     | T7  | 65       | -7       | -13    | 4   |
| Edoardo Molinari   | 46  | 146  | 68       | -4       | T3   | 73       | +1       | -3     | T15 | 68       | -4       | -7     | 6   | 68       | -4       | -11    | T7  |
| Victor Dubuisson   | 8   | 23   | 74       | +2       | T84  | 66       | -6       | -4     | T11 | 68       | -4       | -8     | 5   | 70       | -2       | -10    | T9  |
| Francesco Molinari | 26  | 43   | 68       | -4       | T3   | 70       | -2       | -6     | T3  | 75       | +3       | -3     | T23 | 67       | -5       | -8     | T10 |
| Dustin Johnson     | =   | 16   | 71       | -1       | T32  | 65       | -7       | -8     | 2   | 71       | -1       | -9     | T3  | 72       | par      | -9     | T12 |
| George Coetzee     | 24  | 72   | 70       | -2       | T19  | 69       | -3       | -5     | T9  | 74       | +2       | -3     | T23 | 68       | -4       | -7     | T14 |
| Matteo Manassero   | 38  | 69   | 67       | -5       | 2    | 75       | +3       | -2     | T19 | 68       | -4       | -6     | T7  | 72       | par      | -6     | T19 |
| Chris Wood         | 59  | 96   | 75       | +3       | T105 | 70       | -2       | +1     | T43 | 73       | +1       | +2     | T58 | 65       | -7       | -5     | T23 |
| Joost Luiten       | 16  | 45   | 81       | +9       | T141 | 76       | +4       | +13    | MC  |          |          |        |     |          |          |        |     |

| Leider |  | Toernooirecord |  | R2D = Race to Dubai |  | OWGR |  | MC = missed cut = cut gemist |

## Spelers
In 2014 werd de "Open Qualifying Series" geïntroduceerd waardin de top-3 spelers in de top-10 van vastgestelde toernooien in negen landen een startbewijs kunnen winnen om mee te doen aan het Brits Open. Het betrof de voorgaande drie toernooien op de Europese Tour (het Iers, Frans en Schots Open) en een toernooi van enkele andere grote Tours, zie hieronder. De USPGA heeft per toernooi 4 spelers laten kwalificeren en slechts 1 plaats opengelaten voor de Deer Classic, omdat dit beter uitkwam i.v.m. reisplannen.
Er doen 17 winnaars mee, incl. Tom Watson, die het vijf keer won in de periode 1975-1983.
| - Kiradech Aphibarnrat - Matthew Baldwin - Thomas Bjørn - Jonas Blixt - Grégory Bourdy - Keegan Bradley - Ángel Cabrera - Rafa Cabrera Bello - Mark Calcavecchia (1989) - Paul Casey - Roberto Castro - Choi Kyung-ju - Stewart Cink (2009) - Darren Clarke (2011) - Erik Compton - Ben Curtis (2003) - John Daly (1995) - Jason Day - Brendon de Jonge - Graham DeLaet - Luke Donald - Jamie Donaldson - Victor Dubuisson - Jason Dufner - David Duval (2001) - Ernie Els (2002, 2012) - Harris English - Matt Every - Nick Faldo (1987, 1990, 1992) - Gonzalo Fz-Castaño - Ross Fisher - Oliver Fisher - Tommy Fleetwood - Oscar Florén - Rickie Fowler - Jim Furyk - Stephen Gallacher - Sergio García - Branden Grace - Bill Haas - Chesson Hadley - Todd Hamilton (2004) - Chris Hanson - Pádraig Harrington (2007, 2008) - Tyrrell Hatton - Russell Henley - Michael Hoey - J.B. Holmes | - Billy Horschel - David Howell - Mikko Ilonen - Ryo Ishikawa - Hiroshi Iwata - Fredrik Jacobson - Thongchai Jaidee - Scott Jamieson - Dong-kyu Jang - Jin Jeong - Miguel Ángel Jiménez - Dustin Johnson - Zach Johnson - Matt Jones - Robert Karlsson - Martin Kaymer - Hyung-tae Kim - Kim Hyung-sung - Chris Kirk - Masanori Kobayashi - Brooks Koepka - Tomohiro Kondo - Matt Kuchar - Anirban Lahiri - Pablo Larrazábal - Paul Lawrie (1999) - Marc Leishman - Justin Leonard (1997) - Shane Lowry - Joost Luiten - Sandy Lyle (1985) - Bryden MacPherson - Hunter Mahan - Matteo Manassero - Hideki Matsuyama - Graeme McDowell - Rory McIlroy - Paul McKechnie - Jamie McLeary - Phil Mickelson (2013) - Yusaku Miyazato - Edoardo Molinari - Francesco Molinari - Ryan Moore - Kevin Na - Koumei Oda - Thorbjørn Olesen - Louis Oosthuizen (2010) | - Juvic Pagunsan - Ryan Palmer - D A Points - Ian Poulter - Patrick Reed - Victor Riu - Justin Rose - Brett Rumford - Charl Schwartzel - Adam Scott - John Senden - Webb Simpson - John Singleton - Brandt Snedeker - Matthew Southgate - Jordan Spieth - Kevin Stadler - Scott Stallings - Brendan Steele - Richard Sterne - Kevin Streelman - Brendon Todd - Cameron Tringale - Yoshinobu Tsukada - Peter Uihlein - Dawie van der Walt - Jimmy Walker - Justin Walters - Nick Watney - Bubba Watson - Tom Watson (1975, 1977, 1980, 1982, 1983) - Boo Weekley - Lee Westwood - Mark Wiebe - Bernd Wiesberger - Danny Willett - Chris Wood - Gary Woodland - Tiger Woods (2000, 2005, 2006) - Ashun Wu - Yang Yong-eun Amateurs - Ashley Chesters WAGR 26 - Paul Dunne WAGR 53 - Bradley Neil WAGR 4 - Cheng-tsung Pan WAGR 47 | Australian Open 28/11-1/12 - Rhein Gibson - Bryden MacPherson - John Senden Joburg Open 6-9/2 - George Coetzee - Jin Jeong - Justin Walters Thailand 6-7/3 - Hiroshi Iwata - Cheng-Tsung Pan (Am) - Ashun Wu - Yoshinobu Tsukada Mizuno Open 29/5-1/6 - Dong-kyu Jang - Juvic Pagunsan Iers Open 19-22/6 - Kristoffer Broberg - Mikko Ilonen - Danny Willett Quicken Loans National 26-29/6 - Shawn Stefani - Ben Martin - Charley Hoffman - Brendan Steele Greenbrier Classic 3-6/7 - George McNeill - Chris Stroud - Cameron Tringale - Billy Hurley III Frans Open 3-6/7 - Michael Hoey - Robert Karlsson - Victor Riu Schots Open 10-13/7 - Kristoffer Broberg - Tyrrell Hatton - Scott Jamieson John Deere Classic 3-6/7 - Brian Harman WAGR = wereldranglijst amateurs |

Via Britse kwalificatietoernooien
280 spelers speelden 36 holes voor 12 plaatsen:
| Sunningdale - An Byeong-hun - Chris Rodgers - Matthew Southgate | Gailes Links - Marc Warren - Jamie McLeary - Paul McKechnie | Woburn - Rhys Enoch - Paul Dunne (Am) - Oliver Fisher | Hillside - Oscar Florén - Chris Hanson - John Singleton |

Rhein Gibson heeft een record op zijn naam staan, hij maakte op 12 mei 2012 op de River Oaks Golf Club in Oklahoma een ronde van 55 (-16). Op zijn kaart stonden twee eagles en 12 birdies. Hij wordt nu Mr 55 genoemd . Hij plaatste zich voor dit Britse Open  door op de 3de plaats te eindigden bij het Australian Open van 2013. 

Vanaf 1970:
1970 ·
1971 ·
1972 ·
1973 ·
1974 ·
1975 ·
1976 ·
1977 ·
1978 ·
1979 ·
1980 ·
1981 ·
1982 ·
1983 ·
1984 ·
1985 ·
1986 ·
1987 ·
1988 ·
1989 ·
1990 ·
1991 ·
1992 ·
1993 ·
1994 ·
1995 ·
1996 ·
1997 ·
1998 ·
1999 ·
2000 ·
2001 ·
2002 ·
2003 ·
2004 ·
2005 ·
2006 ·
2007 ·
2008 ·
2009 ·
2010 ·
2011 ·
2012 ·
2013 ·
2014 ·
2015 ·
2016 ·
2017 ·
2018 ·
2019 ·
2020
 South African Open Championship ·
 Alfred Dunhill Championship ·
 Nedbank Golf Challenge ·
 Hong Kong Open ·
 Nelson Mandela Championship ·
 Volvo Golf Champions ·
 Abu Dhabi Golf Championship ·
 Commercialbank Qatar Masters ·
 Dubai Desert Classic ·
 Joburg Open ·
 Africa Open ·
 WGC-Accenture Match Play Championship ·
 Tshwane Open ·
 WGC-Cadillac Championship ·
 Trophée Hassan II ·
 EurAsia Cup ·
 NH Collection Open ·
 The Masters ·
 Maybank Malaysian Open ·
 Volvo China Open ·
 The Championship at Laguna National ·
 Madeira Islands Open ·
 Open de España ·
 BMW PGA Championship ·
 Nordea Masters ·
 Lyoness Open ·
 US Open ·
 Iers Open ·
 BMW International Open ·
 Open de France ·
 Scottish Open ·
 The Open Championship ·
 M2M Russian Open ·
 WGC-Bridgestone Invitational ·
 US PGA Championship ·
 Made in Denmark ·
 D+D Real Czech Masters ·
 Italiaans Open ·
 European Masters ·
 KLM Open ·
 Wales Open ·
 Ryder Cup ·
 Alfred Dunhill Links Championship ·
 Portugal Masters ·
 Volvo World Match Play Championship ·
 Perth International ·
 BMW Masters ·
 WGC-HSBC Champions ·
 Turks Open ·
 Dubai World Championship